# Drepanosticta clados
Drepanosticta clados är en trollsländeart som beskrevs av Van Tol 2005. Drepanosticta clados ingår i släktet Drepanosticta och familjen Platystictidae. Inga underarter finns listade i Catalogue of Life.